# Torneo WTA de Bogotá 2025
La Copa Colsanitas 2025 fue un evento de tenis WTA 250 que se disputó en Bogotá (Colombia), en el Club El Country, en canchas de polvo de ladrillo al aire libre, entre el 31 de marzo y el 6 de abril de 2025.

## Distribución de puntos
| Modalidad           | Campeona | Finalista | Semifinales | Cuartos de final | 2ª ronda | 1ª ronda | Clasificadas | 2ª ronda de clasificación | 1ª ronda de clasificación |
| Individual femenino | 250      | 163       | 98          | 54               | 30       | 1        | 18           | 12                        | 1                         |
| Dobles femenino     | 250      | 163       | 98          | 54               | 1        | -        | -            | -                         | -                         |

## Cabezas de serie

### Individuales femenino
| Tenista         | Ranking | Preclasificada |
| Marie Bouzková  | 50      | 1              |
| Camila Osorio   | 54      | 2              |
| Alycia Parks    | 59      | 3              |
| Emiliana Arango | 79      | 4              |
| Laura Siegemund | 81      | 5              |
| Tatjana Maria   | 86      | 6              |
| Sara Sorribes   | 87      | 7              |
| Cristina Bucșa  | 91      | 8              |

- Ranking del 17 de marzo de 2025.[2]

### Dobles femenino
| Tenista                               | Ranking | Preclasificada |
| Cristina Bucșa Sara Sorribes          | 68      | 1              |
| Emily Appleton Quinn Gleason          | 167     | 2              |
| Marie Bouzková Katarzyna Kawa         | 193     | 3              |
| Ariana Arseneault Oksana Kalashnikova | 204     | 4              |

## Campeonas

### Individual femenino
Camila Osorio venció a  Katarzyna Kawa por 6-3, 6-3

### Dobles femenino
Cristina Bucșa /  Sara Sorribes vencieron a  Irina Bara /  Laura Pigossi por 5-7, 6-2, [10-5]